# 77. Infanterie-Division
La 77. Infanterie-Division fu una divisione dell'esercito tedesco attiva durante la seconda guerra mondiale che venne creata nel gennaio 1944 e fu schierata lungo il Fronte Occidentale dove fu distrutta nell'agosto dello stesso anno.

## Storia
La divisione fu costituita il 15 gennaio 1944 a Münsingen da truppe di riserva, resti della 355. Infanterie-Division e dalla 364. Infanterie-Division e venne spostata vicino a Caen, nel nord della Francia. Il 1º maggio 1944, la divisione aveva un organico di 8.686 uomini, entro il 10 luglio 1944 la forza era scesa a 1.840 uomini. La divisione avrebbe dovuto essere riorganizzata in una nuova divisione di tipo 44 con ordinanza del 3 agosto 1944, ma fu distrutta il 15 agosto al termine della battaglia di Saint-Malo. Con ordinanza del 15 settembre 1944 la divisione fu sciolta con effetto immediato.

## Ordine di battaglia
- Grenadier-Regiment 1049
- Grenadier-Regiment 1050
- Artillerie-Regiment 177
- Pionier-Bataillon 177
- Feldersatz-Bataillon 177
- Panzerjäger-Abteilung 177
- Infanterie-Divisions-Nachrichten-Abteilung 177
- Kommandeur der Divisions-Nachschubtruppen 177[1]

## Comandanti
- Generalleutnant Walter Poppe (15 gennaio 1944 - 25 aprile 1944)
- Generalmajor Rudolf Stegmann (25 aprile 1944 -  18 giugno 1944)
- Oberst Rudolf Bacherer (18 giugno 1944 - 15 agosto 1944)[1]